# Katie Colclough
Katie Colclough, (Grantham, Lincolnshire, 20 de gener de 1990) és una ciclista britànica ja retirada, que combinava tant el ciclisme en pista com la ruta. Va guanyar diferents campionats del món i d'Europa en ambdues disciplines.

## Palmarès en pista
- 2008
  -  Campiona d'Europa sub-23 en Persecució per equips (amb Elizabeth Armitstead i Joanna Rowsell)
- 2010
  -  Campiona d'Europa en Persecució per equips (amb Laura Trott i Wendy Houvenaghel)
- 2011
  -  Campiona d'Europa sub-23 en Persecució per equips (amb Danielle King i Laura Trott)

### Resultats a laCopa del Món
- 2008-2009
  - 1a a Manchester, Melbourne i Copenhaguen, en Persecució per equips

## Palmarès en ruta
- 2012
  - Vencedora d'una etapa a la Gracia Orlová
- 2013
  -  Campiona del Món en contrarellotge per equips